# المركز الوطني لقياس أداء الأجهزة العامة
المركز الوطني لقياس أداء الأجهزة العامة «أداء» مركز حكومي ذات شخصية اعتبارية مستقلة يرتبط تنظيمياً برئيس مجلس الوزراء، ومقره الرياض. يعمل على قیاس مؤشرات أداء الأجھزة العامة وقياس رضا المستفيدين عن الخدمات الحكومية، من خلال تطبیق نماذج ومنھجیات وأدوات موحدة، وإصدار تقارير الأداء ورفعها إلى مجلس الوزارء.

## حول المركز
بدأ المركز أعمال قياس الأداء في 2015م وكانت البداية مع 24 جهازا حكوميا عبر 280 مؤشرا، وفي 2018 شملت أعمال المركز 82 جهازا حكوميا خضعت لـ733 مؤشر أداء و1318 مبادرة تضمنت مبادرات رؤية السعودية 2030 . أضاف المركز في 2019 اختبار منهجية لقياس النضج في الأجهزة الحكومية بالاعتماد على 5 محاور هي التخطيط الاستراتيجي، قياس وإدارة الأداء، تجربة المستفيد، إدارة التغيير، إدارة القدرات. يناقش المركز تقارير الأداء في اجتمعات مجلس الشؤون الاقتصادية والتنمية ومجلس الوزراء، للنظر في أداء الأجهزة العامة واتخاذ التوصيات والإجراءات المناسبة، وفي فبراير 2019، أطلق المركز تطبيق (وطني) لقياس رضا المستفيد عن الخدمات الحكومية، بهدف تحسينها وتطويرها.

## مهام المركز
- بناء واعتماد وتطوير مؤشرات وأدوات قياس أداء الأجهزة
- إعداد تقارير أداء الأجهزة العامة
- قياس جودة الخدمات ورضا المستفيدين
- ضمان تحقيق أهداف الأجهزة ومبادراتها ومشروعاتها المعتمدة
- تحديد وتحليل المخاطر وأوجه الصعوبات التي تواجه الأجهزة في مسارها لتحقيق أهدافها واقتراح الحلول المناسبة لمعالجتها
- نشر ثقافة قياس ومراجعة وتحسين الأداء[6]

## أهداف قياس أداء الأجهزة العامة
- مساعدة الأجهزة العامة في تنفيذ أهدافها وخططها الإستراتيجية وفق مؤشرات تضمن تحقيق غاياتها ومبادراتها ومشروعاتها المعتمدة
- تحديد وتحليل المخاطر والصعوبات التي تواجه الأجهزة العامة خلال مسيرتها في سبيل تحقيق أهدافها واقتراح الحلول المناسبة لمعالجتها
- تحسين الخدمات الحكومية وتطويرها من خلال قياس جودة ورضا المستفيدين[7]

## آلية قياس الأداء
يقيس المركز أداء الأجهزة من خلال 4 محاور:
1. قياس تحقيق الأهداف والمستهدفات: يقيّم المركز مدى التقدم الذي يحققه الجهاز نحو تحقيق الأهداف والمستهدفات المعتمدة له، ومتابعة المؤشرات المتعلقة بتحقيق الأهداف والمستهدفات (Outcome-based KPIs).
2. قياس تحقيق المبادرات: تقوم الأجهزة بتزويد المركز بقائمة مبادراتها المتوائمة مع رؤية المملكة 2030، ويتم إصدار التقارير عن مستوى تحقيق نتائج المعالم الرئيسية (Milestone) للمبادرات، وتحقيق مخرجات المبادرة (Outputs).
3. قياس رضا المستفيد: يقيس رضا المستفيد عن جودة الخدمات المقدمة له من قبل الأجهزة العامة، ويقوم المركز باستخدام عدة أدوات قياس مثل الاستبيانات والزيارات الميدانية والتطبيقات الإلكترونية.

### مراحل قياس أداء الأجهزة العامة
- اختيار مؤشرات الأداء
- تطوير لوحة المؤشرات
- مرحلة التحليل النوعي تستهدف تحليل مكامن القوة أو التحسن في الأداء، ومكامن الضعف أو التراجع في الأداء، والنتائج الخارجة عن المتوقع.
- إصدار التقارير وهي عملية تعاونية بين الجهاز والمركز، تتم بشكل ربع سنوي وترفع إلى مجلس الإدارة لاعتمادها ثم إلى رئيس مجلس الوزراء.

## منصة الأداء الدولي
يضم مركز «أداء» منصة إلكترونية للأداء الدولي وذلك لمتابعة أداء المملكة العربية السعودية بالمقارنة بأكثر من 217 دولة أخرى حول العالم.
تقدم المنصة نظرة شمولية عن أداء المملكة في أكثر من 500 مؤشر قياس عالمي وذلك عبر 12 محور قياس. وتحتوي أيضاً على مرجع للتصنيفات الدولية وتعد المنصة شاملة تفاعلية بها 12 محوراً و 17  هدفاً للتنمية المستدامة 216 لوحة تعريفية.

### من ضمن المحاور التي تستعرضها المنصة مايلي
- التنمية الاجتماعية.
- العمالة.
- الصحة.
- الطاقة.
- المالية.
- التعليم.
- الاقتصاد.
- الصناعة.
- الأمن.
- التكنولوجيا.
- البنية التحتية.
- العدالة.[8]

## التمكين وبناء القدرات
من خلال مركز «أداء» تم وضع منهجية للتمكين وبناء القدرات عبر اعتماده على العمل التكاملي بالتعاون مع الأجهزة العامة مما يساهم في نشر ثقافة القياس.

### أهداف التمكين
- زيادة الوعي بمفهوم إدارة الأداء.
- رفع مستوى الشفافية عبر قياس مدى نضج الأجهزة العامة في عمليات قياس الأداء.
- تصميم منهجيات قياس الأداء وفق معايير عالمية.
- تعزيز الأجهزة العامة لضمان تحقيق الأهداف الإستراتيجية.
- بناء مجتمع للممارسين والمهتمين في إدارة الأداء وبناء القدرات.

### ويستهدف الجمهور الآتي
- مراكز الدعم.
- قادة برامج تحقيق الرؤية.
- الأجهزة العامة.
- موظفي الأجهزة العامة.

### مجالات التمكين
- تنمية وتطوير وتوحيد المعايير للأدوات والمنهجيات الخاصة بقياس أداء الأجهزة العامة
- دعم الأجهزة العامة وتمكينها من قياس أدائها.
- تمكين الأجهزة العامة من بناء قدراتها في مجال قياس الأداء.  [9]

## ريادة الأعمال
في عام 2021م سجّلت المملكة العربية السعودية نجاحاً عالمياً غير مسبوق في أربعة مؤشرات دولية فرعية في مجال ريادة الأعمال، حيث تحتفل باليوم العالمي لرواد الأعمال الذي يصادف اليوم السبت 21 أغسطس، متصدرة المراتب الأولى لأربعة مؤشرات فرعية، بالإضافة إلى تحقيقها لمراتب متقدمة في ستة مؤشرات أخرى، وفق مؤشر المرصد العالمي لريادة الأعمال، الذي يرصده ويتابعه المركز الوطني لقياس أداء الأجهزة العامة «أداء»، والذي يقيس مدى إختلاف مستويات تحفيز ريادة الأعمال ونشاطها في العالم.
وجاء تفوق المملكة بتصدرها المرتبة الأولى عالمياً في مؤشري: «توفر الفرص الجيدة لبدء عمل تجاري» و«سهولة البدء في عمل تجاري» كما تصدرت المرتبة الأولى أيضاً في مؤشري: «استجابة رواد الأعمال للجائحة» و«استجابة حكومة المملكة للجائحة» من بين 45 دولة.